# Amicta murina
Amicta murina är en fjärilsart som beskrevs av Johann Christoph Friedrich Klug 1832. Amicta murina ingår i släktet Amicta och familjen säckspinnare. Inga underarter finns listade i Catalogue of Life.